# Chazelles (Haute-Loire)
Chazelles is een gemeente in het Franse departement Haute-Loire (regio Auvergne-Rhône-Alpes) en telt 32 inwoners (2009). De plaats maakt deel uit van het arrondissement Brioude.

## Geografie
De oppervlakte van Chazelles bedraagt 4,6 km², de bevolkingsdichtheid is dus 7 inwoners per km².
De onderstaande kaart toont de ligging van Chazelles (Haute-Loire) met de belangrijkste infrastructuur en aangrenzende gemeenten.

## Demografie
Onderstaande figuur toont het verloop van het inwonertal (bron: INSEE-tellingen).

1. ↑  Populations de référence 2022.